# Tekna
Tekna  (in arabo ثكنة‎?) è un centro abitato e comune rurale del Marocco situato nella provincia di Sidi Kacem, regione di Rabat-Salé-Kénitra. Conta una popolazione di 7 068 abitanti (censimento 2014).